# Campo Tures
Campo Tures (en allemand, Sand in Taufers) est une commune italienne d'environ 5 400 habitants située dans la province autonome de Bolzano dans la région du Trentin-Haut-Adige dans le nord-est de l'Italie.

## Répartition des langues
Selon le recensement de 2011, la plupart des habitants (97,3 %) parlent l'allemand comme langue maternelle, 2,3 % parlent l'italien nativement et 0,4 % le ladin.

## Géographie
Campo Tures est le bourg principal du val di Tures (Taufers) le long de la rivière Aurino (Ahr) entre les Hohe Tauern à l'est et les Alpes de Zillertal à l'ouest, une vallée voisine du val Pusteria au nord de Brunico. À l'extrême est, le territoire communal s'étend jusqu'à la frontière autrichienne. Au sud-est, le Hochgall (Monte Collalto), à 3 436 m, constitue le plus haut sommet du territoire communal.
La municipalité est divisée en plusieurs sous-quartiers parmi lesquels Molini di Tures (Mühlen in Taufers), petit agglomérat de vie et de Caminata (Kematen). Outre le lieu principal de Sand, il y a aussi Moritzen, le centre ancien avec l'église dédiée à saint Maurice.
Près du village il y a les cascades de Riva (Reinbachfälle), qui peuvent être visités en faisant une lumière promenade dans les bois, à partir de Bath Winkel.
On trouve sur le territoire de cette commune : Schneebiger Nock

## Histoire

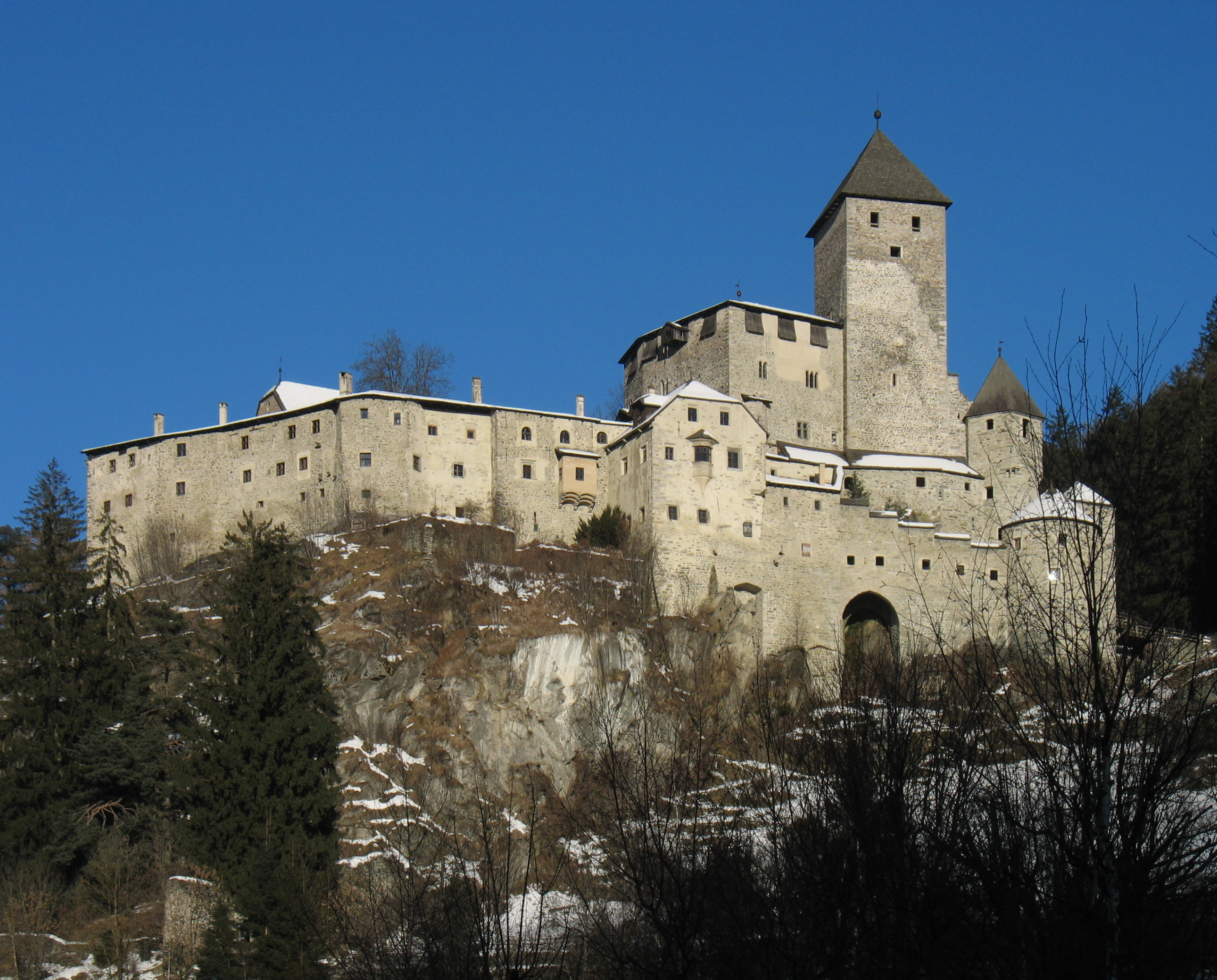
Château de Taufers.

La vallée de Tvfres est mentionnée pour la première fois vers 1050/1065. L'histoire de la région est étroitement liée aux seigneurs médiévaux résidant au château de Taufers, ministériaux des princes-évêques de Brixen, dont le représentant le plus célèbre était le baron Hugues de Taufers qui a été particulièrement lié au roi Rodolphe Ier de Habsbourg à la bataille de Marchfeld en 1278. Vers la fin du XIIIe siècle, la suprématie sur leurs domaines est passée aux comtes de Tyrol.

Entre 1908 et 1957, la ville a été connectée à travers Brunico Brunico-Taufers ferroviaire.

## Économie
Ancienne région minière, Taufers vit essentiellement du tourisme et de l'alpinisme.
Quant à l'artisanat, importante et célèbre est la production de meubles d'art et du mobilier typique des gens de la campagne.

## Administration
| Période                                  | Période | Identité | Étiquette | Qualité |
| ---------------------------------------- | ------- | -------- | --------- | ------- |
|                                          |         |          |           |         |
| Les données manquantes sont à compléter. |         |          |           |         |

### Hameaux
- Acereto/Ahornach, Caminata di Tures/Kematen, Molini di Tures/Mühlen, Riva di Tures/Rein

### Communes limitrophes

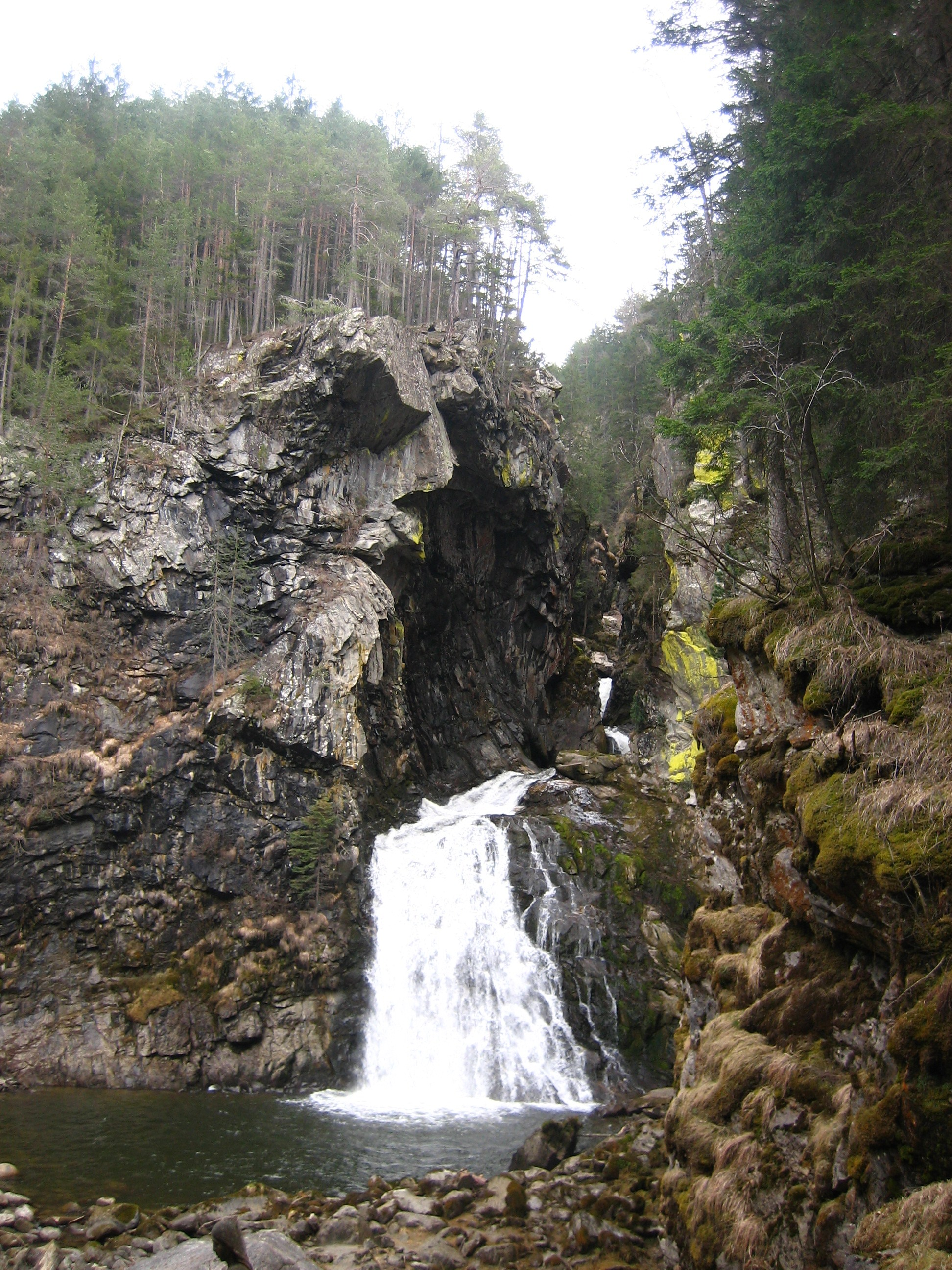
Cascades de Campo Tures

Les communes limitrophes sont Gais, Perca, Predoi, Rasun-Anterselva, Selva dei Molini, Valle Aurina et Sankt Jakob in Defereggen.

## Personnalités liées à la commune
- Josef Andreas Jungmann (1889–1975), prêtre jésuite et liturgiste ;
- Hans Kammerlander (né en 1956), alpiniste.